# Achill Scheuerle
Achill Scheuerle (* 10. September 1878 in Neu-Ulm; † 24. November 1959 in Nürnberg) war ein deutscher Kaufmann und Firmeninhaber. Von 1947 bis zu seinem Tod im Jahr 1959 war er Mitglied des Bayerischen Senats.

## Leben
Nachdem Scheuerle fünf Jahre in Ulm das Gymnasium besucht hatte, begann er mit einer kaufmännischen Ausbildung. Später war er beruflich im Ausland tätig, sowohl in Europa, als auch in Nord- und Mittelamerika sowie in den französischen Kolonien. Seit 1911 arbeitete er für die In-und-Exportfirma Alfred Graf in Nürnberg. Später wurde er ihr Inhaber. 1932 wurde er Norwegischer Vizekonsul und 1934 Norwegischer Konsul für Nürnberg. Von 1946 bis 1948 war er Präsident der Industrie- und Handelskammer Nürnberg, danach wurde er ihr Ehrenpräsident. Außerdem gehörte er dem Beratenden Landesausschuss an, der die Bayerische Verfassunggebende Landesversammlung vorbereitete. Scheuerle gehörte zeit seines Lebens der Evangelischen Kirche an. Scheuerle war darüber hinaus Aufsichtsratsvorsitzender der Nürnberger Lebensversicherungs AG, zudem Träger des Bayerischen Verdienstordens und des Verdienstordens am Bande der Bundesrepublik Deutschland.

## Senator
1947 war er als Vertreter von Industrie und Handel Mitglied des Bayerischen Senats. Von 1958 bis zu seinem Tod war er dessen Alterspräsident. Im Senat gehörte er dem Bauausschuss, dem Hauptausschuss sowie dem Wirtschaftsausschuss an. 

## Weblink
- Achill Scheuerle in der Parlamentsdatenbank des Hauses der Bayerischen Geschichte in der Bavariathek